# Maladie de Kaposi
 Mise en garde médicale
La maladie de Kaposi est une tumeur liée à l’infection par l’herpèsvirus humain type 8. Cette maladie tient son nom du dermatologue hongrois Moritz Kaposi, enseignant à l'Université de Vienne, qui l'a décrite pour la première fois en 1872.
La forme classique, qui provoque des tumeurs cutanées des extrémités chez les personnes âgées, fut décrite à la fin du XIXe siècle dans le pourtour méditerranéen. Son virus HHV8, qui existe sous forme endémique en Afrique, se développe particulièrement chez les individus immunodéprimés. L’épidémie de sida a donc provoqué une explosion du nombre de cas de sarcomes de Kaposi.
En Europe et aux États-Unis, la maladie concerne surtout les adultes atteints par le VIH, contrairement à l’Afrique où la transmission semble se faire de façon préférentielle de la mère à l’enfant et d’un enfant à l’autre. Il existe par ailleurs de nombreux porteurs asymptomatiques.
Des études, montrent que les poppers (nitrite d’amyle) pourraient être à l’origine de sarcomes de Kaposi. Cette idée a servi à appuyer les thèses de scientifiques contestant l’origine virale exclusive du sida ; cependant ce lien est très ténu et est insuffisant pour démonter un véritable lien causal.

## Signes et symptômes
L'atteinte cutanée débute par une macule qui évolue vers une papule, un nodule, puis une plaque ulcérovégétante. Cette lésion est bien limitée, érythémateuse, puis violacée, et peut simuler tout d'abord un hématome. Les lésions sont de taille variable, localisées ou généralisées. L'évolution est elle aussi très variable, très lente ou progressant rapidement.

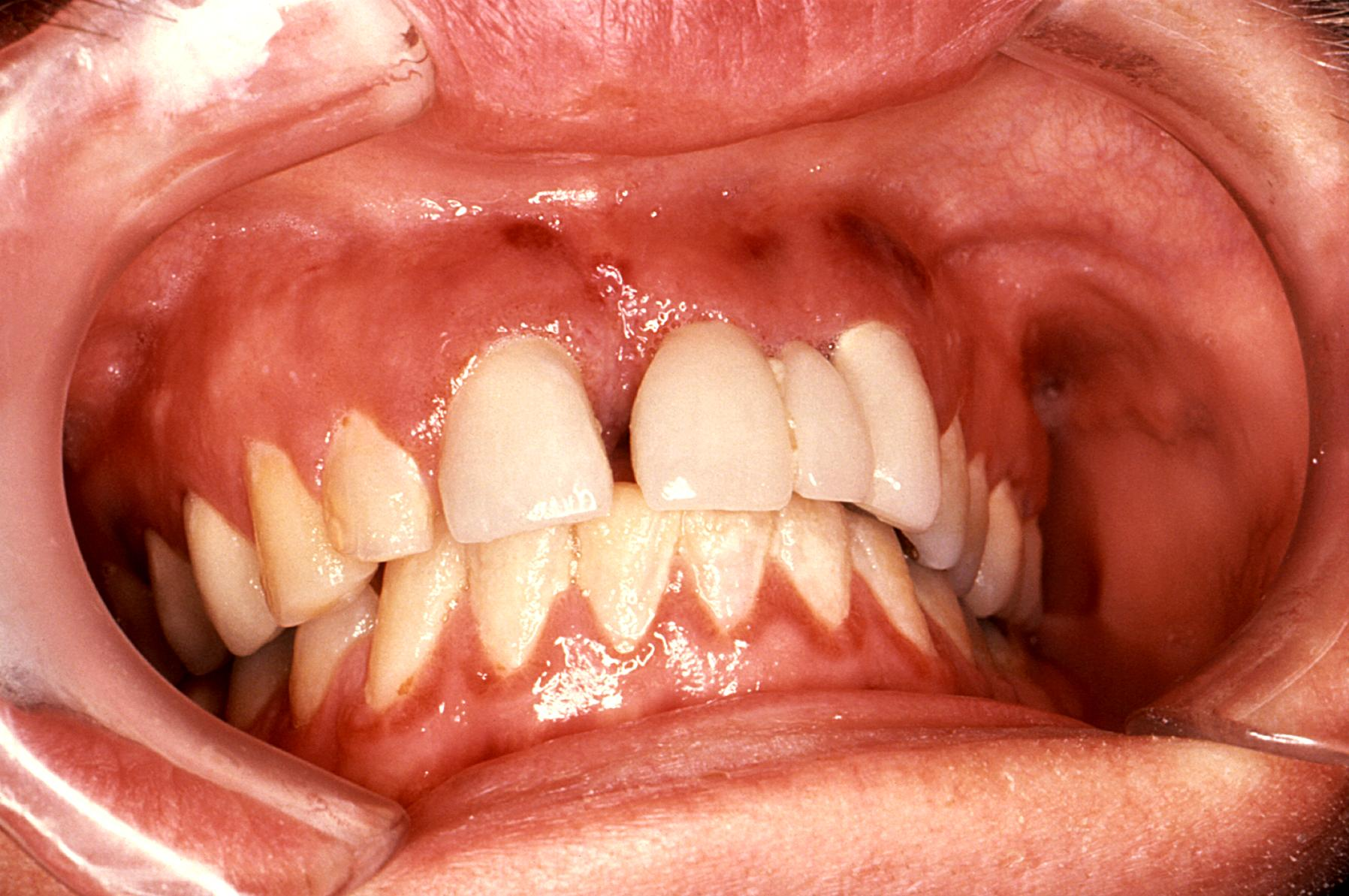
Atteintes buccales.

L'atteinte muqueuse est observée dans plus de 50 % des cas : buccopharyngée — palatine, gingivale, labiale, jugale, linguale, amygdalienne — ano-génitale ou oculaire.
L'atteinte viscérale fait toute la gravité de la maladie de Kaposi, en particulier l'atteinte pulmonaire. Les signes cliniques sont peu spécifiques : toux, dyspnée, fièvre prolongée. Les signes radiologiques sont tardifs, sous forme de nodules flous, mal limités, symétriques, avec éventuellement un épanchement pleural. Le scanner thoracique, le lavage bronchoalvéolaire (LBA) et la fibroscopie bronchique sont une aide au diagnostic.

## Traitement
Le traitement de la maladie de Kaposi fait appel à des traitements généraux et/ou locaux.
Dans le cadre de l'infection à VIH, le traitement général est indiqué en cas de lésions cutanéomuqueuses extensives et/ou d'atteintes viscérales. Il fait appel à une monochimiothérapie de bléomycine si les lésions cutanées sont étendues et les lésions viscérales peu évolutives. Si les lésions cutanées sont œdématiées et les lésions viscérales graves, il repose sur une polychimiothérapie associant adriamycine, bléomycine, vincristine ou vinblastine, anthracyclines liposomiales et taxanes.
Le « traitement local » est indiqué dans le cas d'atteintes cutanéomuqueuses stables et limitées.

## Histoire
La maladie tient du nom de celui qui en a fait sa découverte, Moritz Kaposi (1837 - 1902), un dermatologue hongrois qui a décrit pour la première fois les symptômes en 1872. Des recherches faites dans le siècle suivant supposent que la maladie, comme toutes les autres formes de cancer, pourrait être causée par un virus ou des facteurs génétiques, mais aucun résultat n'a été concluant.
La maladie de Kaposi, l'un des premiers symptômes du stade sida, est sujette à d'intenses recherches.
Le virus est sexuellement transmissible et peut être transmis également par don d'organe. En Afrique, des statistiques montrant une très forte poussée de l'infection supposent que la maladie de Kaposi est le cancer le plus répandu en Afrique sub-saharienne.